# Calanus pacificus
Espèce
Calanus pacificus est une espèce de crustacés copépodes de la famille des Calanidae, faisant partie du zooplancton.

## Liste des sous-espèces
Selon World Register of Marine Species (22 juin 2023) :
- sous-espèce Calanus pacificus californicus Brodsky, 1965
- sous-espèce Calanus pacificus japonicus Brodsky, 1959
- sous-espèce Calanus pacificus oceanicus Brodsky, 1959

## Systématique
Le nom valide complet (avec auteur) de ce taxon est Calanus pacificus Brodsky (d), 1948.